# Tona (Kolumbia)
Tona – miasto w Kolumbii, w departamencie Santander.